# Girgenti (Pescorocchiano)
Girgenti è una frazione del comune italiano di Pescorocchiano (RI), nel Lazio.

## Geografia fisica

### Territorio

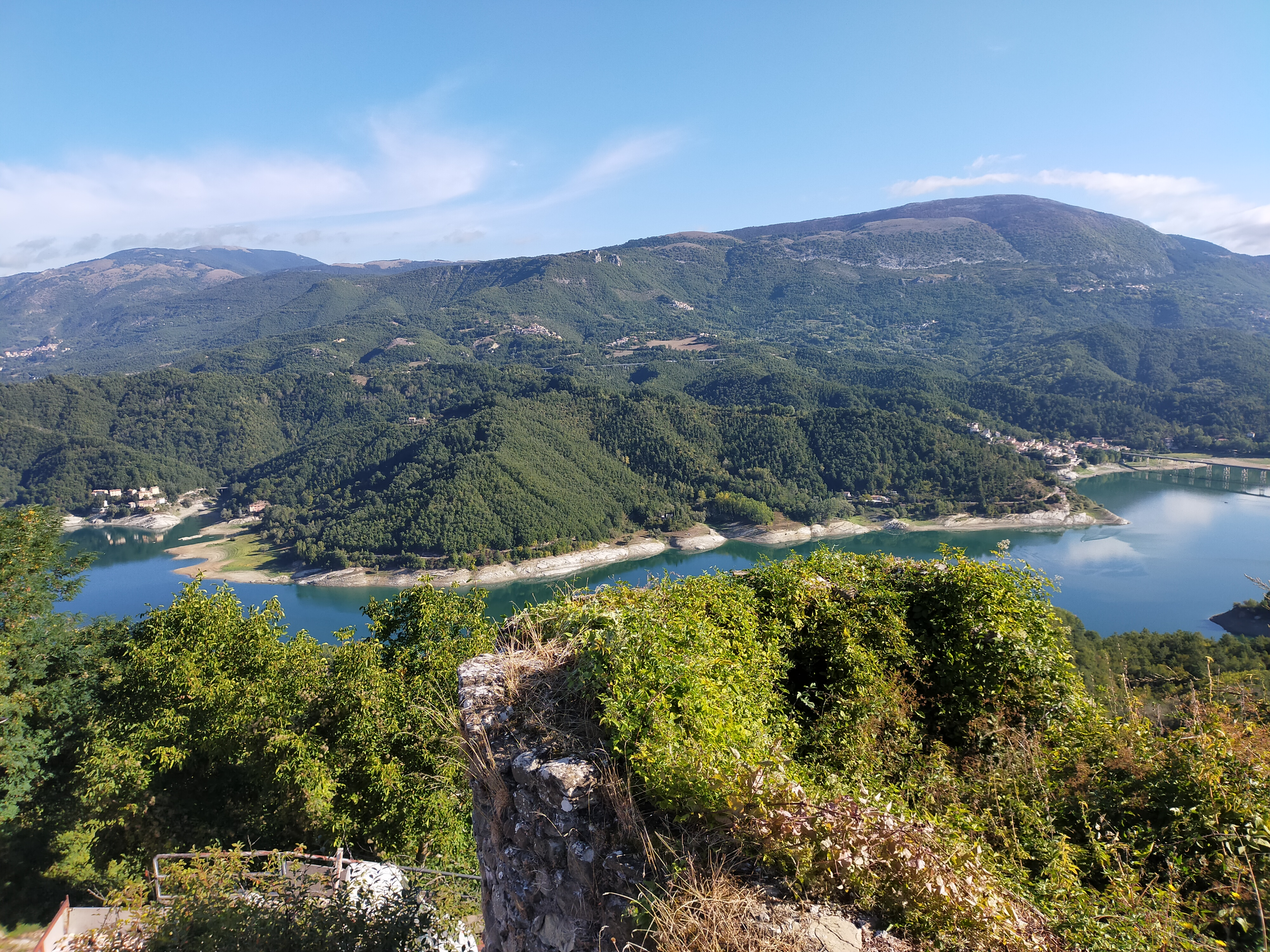
Lago del Salto visto dai ruderi del castello di Girgenti

Situato in cima a un colle, a poco oltre 800 m s.l.m., il borgo di Girgenti svetta sul versante meridionale del lago del Salto, nell'omonima valle del Cicolano.
Il territorio è prettamente montuoso, caratterizzato da una vegetazione boschiva, costituita da aceri, tigli, carpini, ma in particolar modo da castagni, faggi e querce.

## Origini del nome
Le origini del nome sono legate alla storia del paese, e ai natali in particolare, di cui tuttora si dibatte. Potrebbe essere ricondotto alle invasioni saracene del Medioevo, oppure agli abitanti di Girgenti (antico nome di Agrigento, in Sicilia), qui emigrati per volere di Ruggero II ai tempi della conquista dei territori abruzzesi.

## Storia

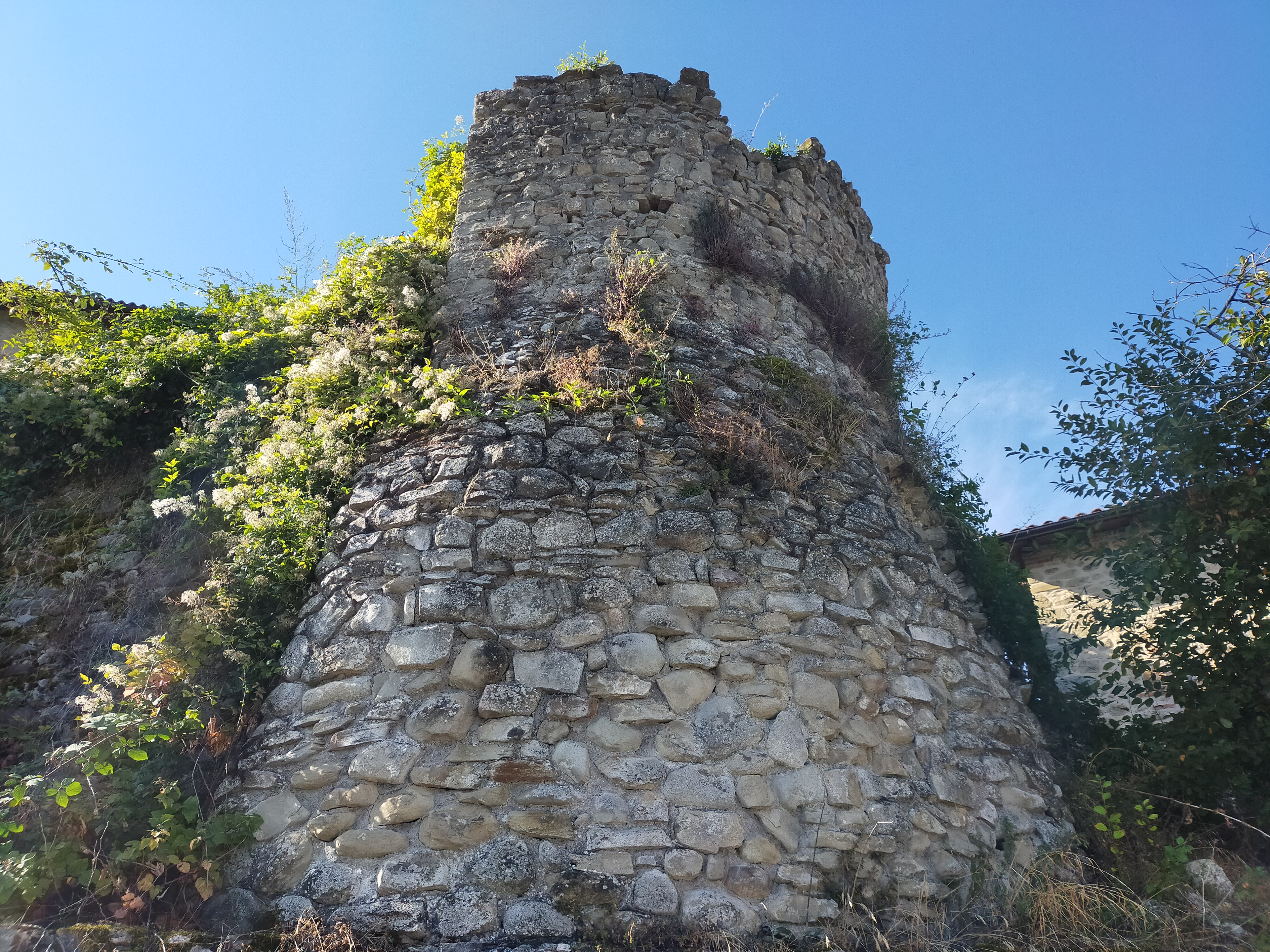
Ruderi del castello di Girgenti

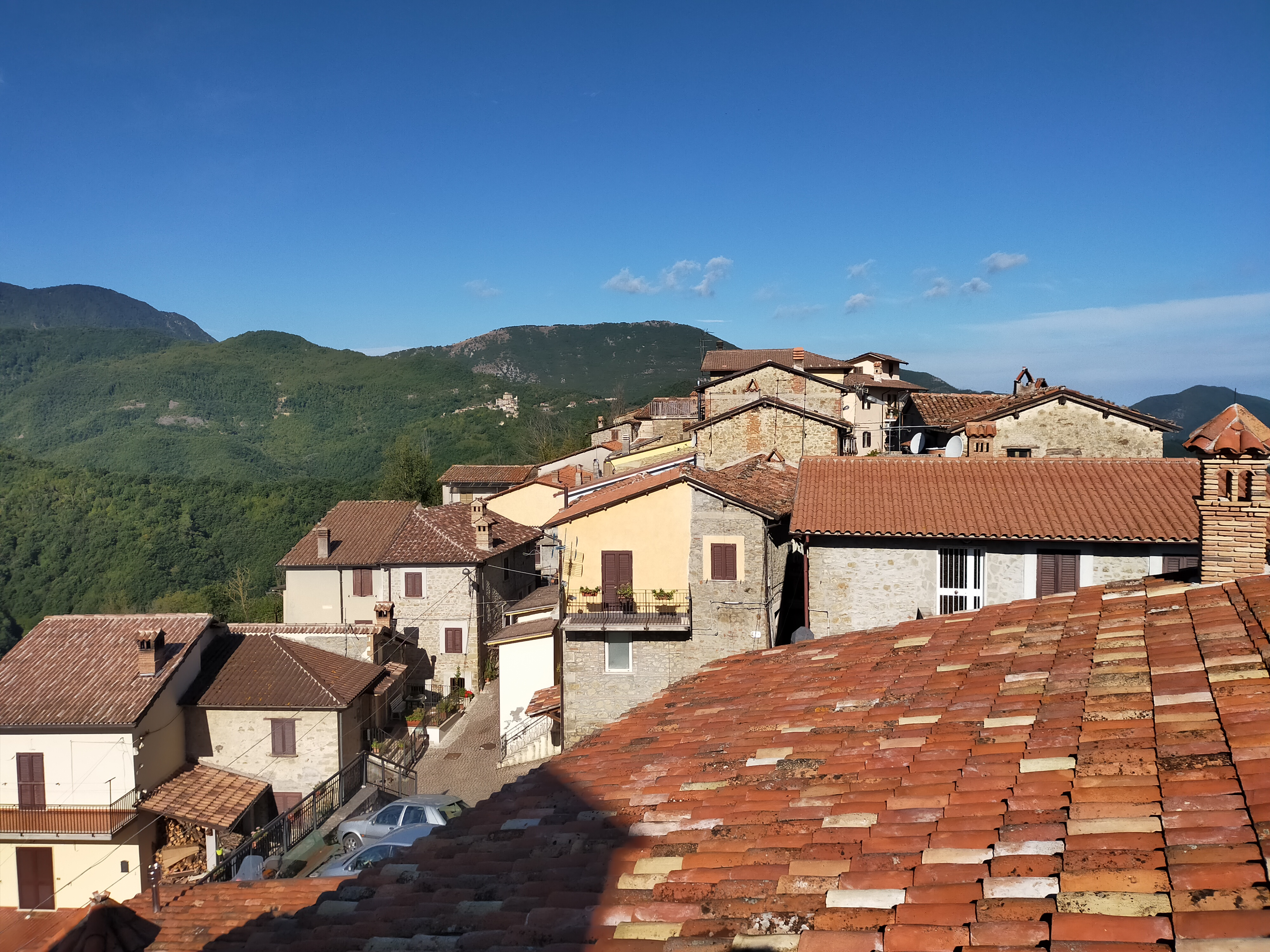
Veduta del borgo antico

La fondazione di Girgenti potrebbe risalire già al periodo romano, come rivelerebbe la topografia del paese, riconducibile a un castrum incluso nella Res publica Aequiculanorum. Lo confermerebbe, inoltre, la raffigurazione di un’ascia rivolta verso il basso sull’architrave della chiesa di San Sisto, risalente al periodo saraceno, simbolo di una avvenuta espugnazione e dunque di una presenza antecedente all’avvento stesso dei Saraceni.
Il nome Girgenti è, però, anche l'antica denominazione di Agrigento, in Sicilia. Secondo i fautori di una seconda ipotesi, il centro sarebbe stato fondato nel XII secolo da un gruppo di villani e vassalli in fuga dalla città siciliana a causa delle repressioni di re Guglielmo I di Sicilia, conosciuto come il malo. Avvalorerebbe la tesi la stessa conformazione a ferro di cavallo del paese, in comune con quella caratterizzante l’omonima città siciliana.
Secondo una terza ipotesi (avvalorata dai curatori stessi del testo Girgentani a Girgenti realizzato dalla onlus del paese), riconducibile alla precedente solo in relazione alla genesi del nome, la storia di Girgenti comincerebbe non prima del X secolo. Fino ad allora il paese non sarebbe esistito, e la zona oggi denominata Cerritu, a mezzo miglio in direzione di Marcetelli, sarebbe stata popolata da pochi nuclei familiari. In questo periodo il territorio da un lato faceva capo politicamente all’impero carolingio, sotto la giurisdizione del ducato di Spoleto, dall’altro risentiva dell’influenza dei monaci di Farfa, in possesso del gualdo di Sant’Angelo in flumine (a Fiumata), del quale la prima attestazione risale al 761. La ragione che avrebbe spinto gli abitanti del Cerritu a costruire una rocca in cima al colle che oggi ospita Girgenti e a mettersi sotto la protezione dei signori Senebaldus, di origine franca, sarebbe stato l’avvento dei Saraceni, tra l’891 e il 916, con la conseguente distruzione della chiesa di Sant’Angelo a Fiumata. Successivamente, nel 1143, anche grazie al sostegno delle famiglie della provincia di Pescara, tra cui gli stessi signori Senebaldus, Alfonso principe di Capua e Ruggero duca di Puglia, rispettivamente il primogenito e il terzogenito del re di Sicilia Ruggero II, portano a termine la riconquista delle zone dell’Abruzzo facenti capo alla provincia in questione. Il controllo dei Normanni inaugura una nuova fase storico-politica nel Cicolano; è in questo periodo, dunque, che secondo questa terza ipotesi, il territorio Girgenti si sarebbe cominciato a popolare con le famiglie provenienti da Gergentum in Sicilia (da cui il nome), offerte in tributo a Raynaldus Senebaldus per il sostegno ricevuto.
A differenza delle origini del paese, non ci sono molti dubbi rispetto alle vicissitudini a partire dal periodo normanno fino all’Unità di Italia del 1861. In questo lasso di tempo Girgenti si trova su un territorio di confine: parte prima del Regno di Sicilia e poi del Regno di Napoli, si affaccia proprio di fronte a Rigatti, appartenente invece allo Stato Pontificio.

## Monumenti e luoghi d'interesse

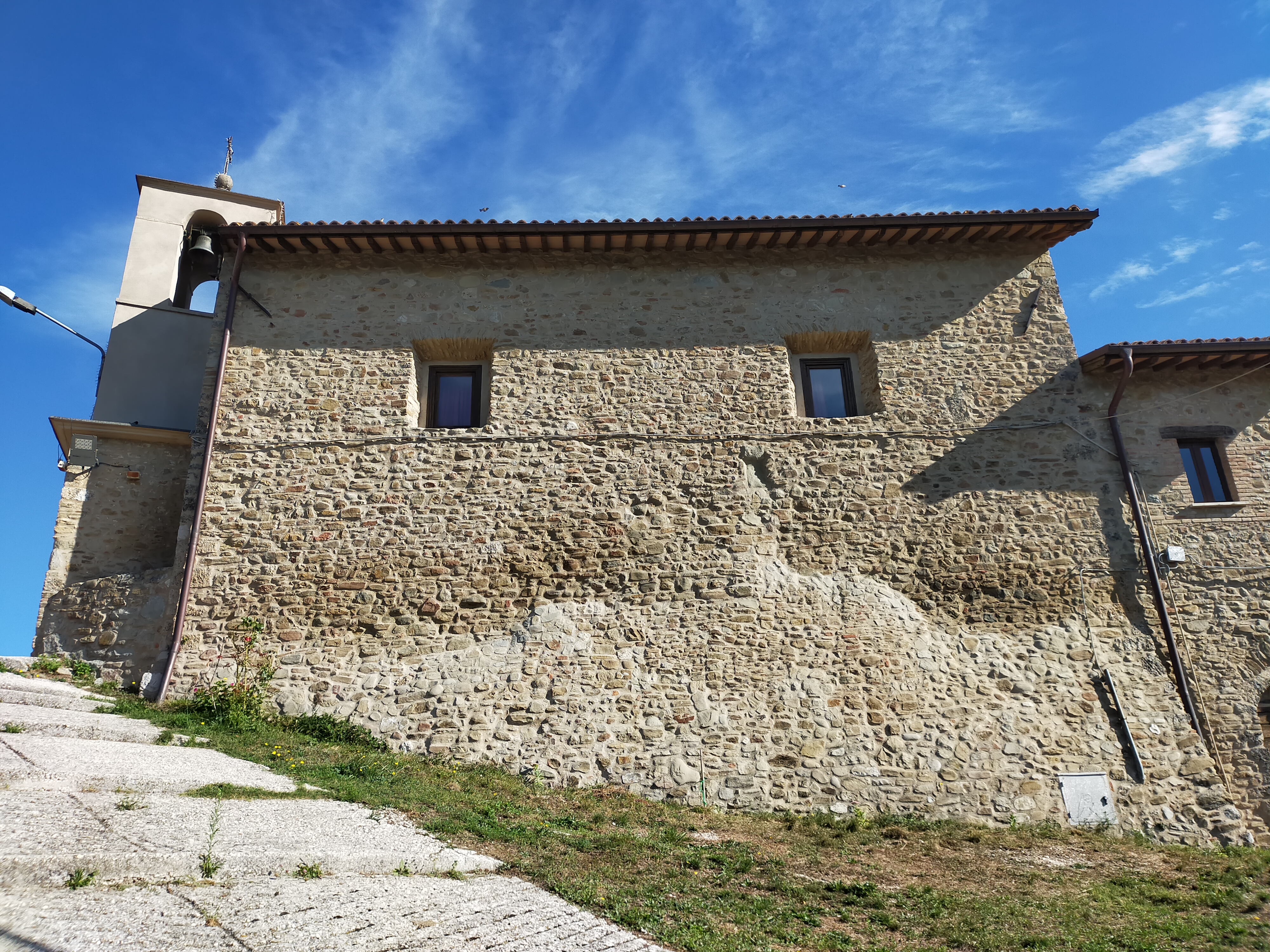
Chiesa di San Sisto

Il paese si snoda lungo un percorso che dalla parte più alta, denominata Castellu (in ricordo del castello medievale di cui restano visibili le tracce murarie e una parte della torre) giunge a Capu castellu, l’inizio della cinta muraria e del relativo abitato, per poi proseguire attraverso il Pianu, la parte in pianura, fino alla cosiddetta Immaginetta, il confine estremo della parte pianeggiante del paese, protetto simbolicamente da un'immagine della Madonna, custodita in una nicchia.
La parte più alta del Castellu, il belvedere del borgo, offre degli scorci del Lago del Salto e della relativa vegetazione che si riflette sulle acque, conferendo loro una caratteristica colorazione verde-turchese, pressoché identica a quella che contraddistingue le acque del poco distante Lago del Turano.
A Capu Castellu si trovano jl monumento ai caduti della Grande Guerra e il Palazzo Iacobelli, che funge da spartiacque tra il viottolo conducente al belvedere da un lato, e la biforcazione a ferro di cavallo lungo cui si snodano le due vie parallele del Pianu dall'altro. Da qui, si possono osservare altri due paesi arroccati della Valle del Salto: Rigatti e Marcetelli.
Spingendosi oltre la parte abitata, lungo lo stesso percorso in piano che conduce alla Immaginetta, si va incontro a una vegetazione sempre più fitta, dove si trova una sorgente d’acqua caratterizzata da proprietà diuretiche, nella zona denominata Le lame. Da qui inizia un percorso, privo di segnaletica, che conduce fino a Marcetelli. Proseguendo ancora, si può arrivare fino a Monte Navegna, facente capo alla Riserva naturale Monte Navegna e Monte Cervia; dalla cima è possibile osservare sia il Lago del Salto sia quello del Turano.
La chiesa più antica, restaurata negli anni ottanta, è quella adiacente alla rocca del castello, nella parte alta: la Chiesa di San Sisto, consacrata al patrono del paese. Si tratta di una struttura medievale che ancora conserva delle tracce del passato più antico di Girgenti. Le due colonne poste ai lati della scalinata di accesso testimoniano infatti i trascorsi di terra di confine del paese: l’una reca il giglio borbonico, l’altra le chiavi pontificie. Sullo stipite all’ingresso si nota, invece, la raffigurazione dell’ascia rivolta verso il basso, che taluni attribuiscono al periodo saraceno in quanto simbolo dell’espugnazione di una ipotetica civiltà precedente. Il campanile, crollato a causa del terremoto della Marsica del 1915, è stato ricostruito in modo poco fedele rispetto all’originale. Anche gli interventi di manutenzione degli anni ottanta hanno contribuito all'alterazione dell’aspetto originario a favore della messa in sicurezza della struttura: la pavimentazione è stata ricoperta con del cotto, e sono inoltre scomparsi gli affreschi originari.
Risale invece agli inizi del XIX secolo l’edificazione della chiesa di Santa Maria, situata nella parte in piano del paese. Voluta dalla famiglia Iacobelli e ristrutturata agli inizi del XX secolo, la chiesa si apre al pubblico solo a maggio e in occasione dei festeggiamenti patronali.

## Economia

### Turismo
Girgenti, come la maggior parte dei paesi del Cicolano, si presta all'attività all'aperto e agli itinerari alla scoperta dei borghi medievali locali, tra cui Marcetelli, Poggio Vittiano, Rocca Vittiana e Rigatti. Il turismo si concentra presso il lago e le zone limitrofe.
Scendendo fino ai piedi del colle, si raggiunge il lago, frequentato soprattutto dai pescatori locali. Da qui è possibile effettuare in bicicletta un itinerario attrezzato per le mountain bike intorno al lago, una volta raggiunto il paese di Fiumata, proseguendo sul versante nordoccidentale, in direzione di Teglieto e Borgo San Pietro. Questi paesi, unitamente al borgo di Sant'Ippolito, sono stati sommersi nel 1940 dalle acque del lago artificiale e per questo motivo ricostruiti più in alto.
Il lago è anche organizzato con delle spiagge attrezzate, sia a Fiumata sia a Borgo San Pietro, i due centri più serviti della zona. Ai piedi di Varco Sabino si trova inoltre il CNVS Wave, scelto dal 2001 al 2020 dalla FISW per la finale del campionato italiano di Wakeboard, dove è possibile praticare, oltre al Wakeboard, il Wakeskate e il Wakesurf.
A circa 45 chilometri dal borgo si trova l'altopiano di Rascino, un sito di interesse comunitario tra i monti del Cicolano, a oltre 1100 m s.l.m. Si tratta di un luogo incontaminato, utilizzato in estate per il pascolo delle mandrie, ideale per praticare trekking e ciclismo in mountain bike.

## Società

### Tradizione e folclore
Il patrono del paese è Sisto II, noto per aver ribattezzato gli eretici e morto martire durante le persecuzioni di Valeriano. I festeggiamenti si tengono nel penultimo fine settimana di agosto; inizialmente si svolgevano il 6 agosto e il 30 agosto, rispettivamente le date del martirio di Sisto Il e della sua successione a Papa Stefano I.

## Infrastrutture e trasporti
In auto, è possibile raggiungere Girgenti percorrendo la strada statale 578 Salto Cicolana, accessibile dal casello "Valle del Salto" dell'autostrada A24.
I bus Cotral collegano la valle del Salto con Rieti e Avezzano; raggiunto il paese di Fiumata è quindi necessario organizzarsi con dei mezzi privati.
Non ci sono ferrovie che colleghino i paesi lungo il lago del Salto a città come Roma, Rieti o Avezzano. Per raggiungere Girgenti è dunque necessario arrivare in treno fino a Rieti o Avezzano e poi prendere un bus Cotral diretto a Fiumata.